# Провинции Ирландии

Флаг четырёх провинций Ирландии

Провинции (англ. province, ирл. cúige) — исторические территориально-административные единицы верхнего уровня в Ирландии. Появились в эпоху гаэльского правления, заменив существовавшую до того систему деления на так называемые туата.
Изначально Ирландия делилась на пять провинций — Ленстер, Манстер (Мунстер), Коннахт, Ольстер и Мит. Затем провинция Мит, самая маленькая из пяти, была включена в состав Ленстера в качестве графства.
В период ирландского «золотого века» провинции представляли собой слабо связанные королевства-федерации с не очень чётко определёнными границами. В настоящее время четыре провинции не имеют официального юридического статуса, являясь по сути группировками из соответствующих графств. При этом Ленстер, Манстер и Коннахт целиком находятся в составе Республики Ирландии, а в Ольстере шесть графств относятся к британской Северной Ирландии.
|  | Ольстер (крупнейший город — Белфаст Коннахт (крупнейший город — Голуэй) Ленстер (крупнейший город — Дублин) Манстер (крупнейший город — Корк)) |